# Patric Caird
Patric Caird (...) è un compositore e musicista canadese.
Ha composto musiche per film e serie televisive, tra cui: S.W.A.T. - Sotto assedio, The Dead Zone, Ed, Edd & Eddy e Wildfire.

## Filmografia parziale

### Cinema
- L'ultima corsa (Dead Heat), regia di Mark Malone (2002)
- Vado, vedo... vengo! - Un viaggio tutto curve (Going the Distance), regia di Mark Griffiths (2004)
- S.W.A.T. - Sotto assedio (S.W.A.T.: Under Siege), regia di Tony Giglio (2017)

### Televisione
- Ed, Edd & Eddy (Ed, Edd n Eddy) - serie TV d'animazione, 80 episodi (1999-2008)
- Oltre i limiti (The Outer Limits) - serie TV, 3 episodi (2001)
- The Dead Zone - serie TV, 33 episodi (2002-2007)
- Viaggio nel mondo che non c'è (A Wrinkle in Time) - film TV, regia di John Kent Harrison (2003)
- Wildfire - serie TV, 39 episodi (2006-2008)
- Rake - serie TV (2014)
- Ghost Wars - serie TV (2017-2018)
- Il Natale di Joy (Christmas Joy) - film TV, regia di Monika Mitchell (2018)
- The Order - serie TV (2019-2020)

## Videogiochi
- Def Jam: Fight for NY (2004)